# Campsis
Campsis Lour., 1790 é um género de plantas escandentes pertencente à família Bignoniaceae. O género inclui duas espécies, ambas utilizadas como plantas ornamentais nas regiões com climas subtropicais e temperados. Uma das espécies é nativa do leste da Ásia (China e Japão) e a outra do sueste dos Estados Unidos.

## Descrição
São lianas rasteiras ou trepadoras que alcançam até 10 metros de comprimento, com folhas pinadas e grandes flores hermafroditas.
O género foi descrito por João de Loureiro e publicado na obra Flora Cochinchinensis (vol. 2: 358, 377. 1790).

## Espécies
O género Campsis inclui as seguintes espécies:
- Campsis grandiflora K. Schumann (leste da Ásia);
- Campsis radicans (L.) Seem. ex Bureau 1867 (sueste da América do Norte).

Em jardinagem é utilizado o híbrido:
- Campsis × tagliabuana